# NGC 3654
NGC 3654 је спирална галаксија у сазвежђу Велики медвед која се налази на NGC листи објеката дубоког неба.
Деклинација објекта је + 69° 24' 46" а ректасцензија 11h 24m 10,9s. Привидна величина (магнитуда) објекта NGC 3654 износи 12,7 а фотографска магнитуда 13,6. NGC 3654 је још познат и под ознакама UGC 6407, MCG 12-11-22, CGCG 334-29, IRAS 11211+6941, PGC 35025.